# 格林道河
52°38′51.7″N 9°35′59.5″E / 52.647694°N 9.599861°E
格林道河（德語：Grindau），是德國的河流，位於該國西北部，由下薩克森州負責管轄，屬於萊訥河的右支流，河道全長10.8公里，流域面積35平方公里，發源自韋德馬爾克，河口處在施瓦姆施泰特。